# Nadja Regin
Nadja Regin (ur. 2 grudnia 1931, zm. 6 kwietnia 2019) – serbska aktorka filmowa i telewizyjna.

## Biografia
Nadja Regin urodziła się w 1931 roku w Niszu w Jugosławii (obecnie Serbia). Ukończyła studia na Akademii Sztuki w Belgradzie oraz na Uniwersytecie Belgradzkim. Jako aktorka zadebiutowała w filmach jugosłowiańskich oraz koprodukcjach. Pod koniec lat pięćdziesiątych XX wieku wyjechała do Wielkiej Brytanii. Zdobyła rozgłos w latach sześćdziesiątych dzięki występom w filmach i serialach brytyjskich. Najgłośniejszymi filmami z jej udziałem były Pozdrowienia z Rosji oraz Goldfinger z serii filmów o przygodach Jamesa Bonda.
Jej role telewizyjne obejmują występy w The Avengers, Danger Man, Świętym oraz Dixon of Dock Green.